# Vuelo 172 de Adam Air
El vuelo 172 de Adam Air era un vuelo de pasajeros nacional programado desde el Aeropuerto Internacional Soekarno-Hatta hacia el Aeropuerto Internacional Juanda, Surabaya.El 21 de febrero de 2007, el Boeing 737-300 que operaba el vuelo realizó un aterrizaje brusco en Surabaya y sufrió una grieta en el fuselaje en medio de la sección de pasajeros. Los seis 737 restantes de Adam Air fueron inmediatamente puestos en tierra, aunque cinco de ellos volvieron a estar en servicio regular más tarde ese mismo año. Este incidente provocó más preocupaciones respecto a la seguridad de los vuelos operados por Adam Air, que había recibido muchas críticas después del accidente del vuelo 574 del 1 de enero de 2007.

## Aeronave

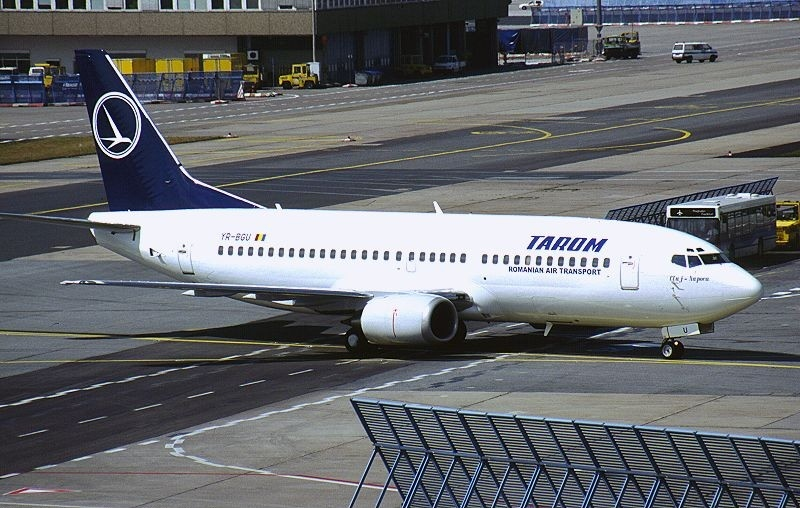
La aeronave involucrada en el accidente, mientras aún estaba en servicio con TAROM

La aeronave involucrada fue un Boeing 737-33A, registrada como PK-KKV, fue adquirida por Adam Air en diciembre de 2006, habiendo sido previamente operada por el operador brasileño, Varig. El avión fue fabricado en 1994.

## Accidente
El avión se fracturó al aterrizar en el Aeropuerto Internacional Juanda, rompiéndose el fuselaje en medio de la sección de pasajeros. El aterrizaje fue particularmente duro, y el equipaje fue expulsado de los compartimentos de la cabina al espacio de la cabina.La sección de cola del avión estaba doblada hacia abajo en comparación con el resto del avión.Inmediatamente después del incidente, otros vuelos que se dirigían al aeropuerto fueron desviados.La flota de aviones Boeing 737-300 de Adam Air quedó en tierra mientras tanto para realizar inspecciones de seguridad.Inmediatamente después del accidente, Adam Air repintó la aeronave, cubriendo la librea naranja original con un exterior blanco liso. Esto era legalmente admisible, siempre y cuando no se destruyeran pruebas.Inmediatamente después, un gran número de pasajeros cancelaron sus vuelos con Adam Air,afirmando que habían perdido la confianza en la aerolínea. Todas estas cancelaciones recibieron un reembolso completo.

## Consecuencias
Como resultado del incidente, los seis 737 restantes de Adam Air fueron puestos en tierra de inmediato a la espera de las comprobaciones de seguridad. El vicepresidente de Indonesia, Jusuf Kalla, dijo que todos los Boeing 737-300 deberían ser revisados.Finalmente decidió que debía revisarse toda la flota indonesia de 737, pero no dejó en tierra ningún otro avión.También hubo sugerencias de que Adam Air debería suspender todas sus operaciones hasta que se pudiera revisar toda la flota, con el diputado Abdul Hakim, diciendo: "Será bueno para la empresa y el gobierno ... hasta que las autoridades de vuelo puedan determinar si Adam Air todavía es digna como aerolínea de bajo coste".
El Ministerio de Transporte de Indonesia dijo que si el avión mostraba señales de problemas, los controles se ampliarían para cubrir todos los 737 que operan en Indonesia.El 5 de marzo, se informó que cinco de las seis aeronaves habían regresado a sus operaciones normales, pero la sexta todavía estaba siendo sometida a una revisión de mantenimiento completa en la empresa de mantenimiento, reparación y revisión, GFM AeroAsia.Adam Air reanudó su actividad normal el 9 de marzo de 2007.

## Investigación

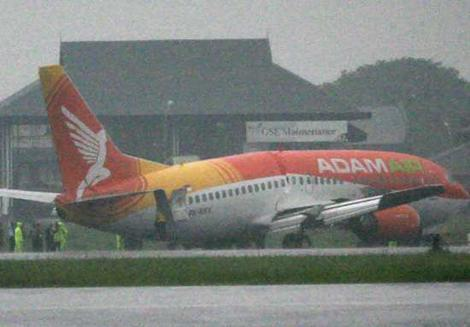
Otra vista del accidente del vuelo 172

El accidente fue investigado por el Comité Nacional de Seguridad del Transporte (NTSC).Los investigadores recopilaron datos de la agencia meteorológica de Indonesia y del centro de control de tráfico aéreo en Surabaya para intentar determinar la causa.Los funcionarios afirman que la aeronave pasó los controles de seguridad requeridos antes de su partida.Boeing anunció que también brindará asistencia técnica tanto a las autoridades como a la aerolínea durante la investigación.
El informe final de la NTSC indicó que la causa probable del accidente fue una velocidad de descenso excesiva al tocar tierra, tras una aproximación no estabilizada.En el informe, la NTSC señaló que la aproximación era inestable por debajo de 200 pies (61,0 m), con una velocidad vertical ocasionalmente superior a 2500 ft/min (13 m/s). La aceleración vertical al aterrizar se midió en 5 g. Además, la aeronave aterrizó inicialmente con el tren de aterrizaje principal derecho aproximadamente a 4 metros (13,1 pies) fuera de la pista.
La investigación reveló además que no hubo ningún fallo técnico en la aeronave antes del aterrizaje.
La tripulación de vuelo fue criticada por no mantener una cabina estéril durante el aterrizaje, y durante todo el vuelo se produjeron excesivas discusiones no relacionadas con el vuelo.

## Preocupaciones de seguridad
El historial de seguridad de Adam Air fue duramente criticado, especialmente después del vuelo 574.Los pilotos denunciaron infracciones reiteradas y deliberadas de las normas de seguridad internacionales y que las aeronaves volaron en condiciones no aptas para volar durante meses. Afirmaron que se habían producido incidentes como solicitudes para firmar documentos que permitieran volar una aeronave sin tener la autorización para ello y sabiendo que el avión no estaba en condiciones de volar, volar un avión durante varios meses con una manija de puerta dañada, intercambiar piezas entre aeronaves para evitar plazos de reemplazo obligatorios, recibir la orden de volar una aeronave después de haber excedido el límite de despegues de cinco veces por piloto por día, volar una aeronave con una ventana dañada, utilizando piezas de repuesto de otras aeronaves para mantener los aviones en el aire y haciendo caso omiso de las peticiones de los pilotos de no despegar debido a que las aeronaves no son seguras. Associated Press citó a un piloto que dijo: "Cada vez que volabas, tenías que pelear con el personal de tierra y la gerencia sobre todas las regulaciones que debías violar". También afirman que si los pilotos se enfrentaban a sus superiores en la aerolínea, los dejaban en tierra o les descontaban el sueldo.

## Secuelas
El gobierno indonesio anunció planes inmediatamente después del accidente para prohibir los aviones a reacción de más de diez años de antigüedad para cualquier propósito comercial.El límite de edad había sido de 35 años o 70.000 desembarcos.En 2016, el Ministerio de Transporte de Indonesia todavía estaba discutiendo el problema del envejecimiento de los aviones, proponiendo prohibir la importación de cualquier avión comercial de pasajeros de más de 10 años de antigüedad y prohibir la operación de cualquier avión de más de 30 años de antigüedad.Indonesia también anunció planes para reorganizar el Ministerio de Transporte en respuesta a este incidente, el vuelo 574 y la pérdida de los transbordadores MV Senopati Nusantara y  MV Levina 1. Entre los que debían ser reemplazados se encontraban los directores de transporte aéreo y marítimo y el presidente del Comité Nacional de Seguridad del Transporte.Indonesia también tenía la intención de introducir un nuevo sistema de clasificación de las aerolíneas según su historial de seguridad, con una clasificación de nivel uno que significa que la aerolínea no tiene problemas graves, una clasificación de nivel dos que significa que la aerolínea debe solucionar los problemas, y una calificación de nivel tres que obligó a cerrar la aerolínea.